# Sérgio Pimenta
Sérgio Paulo Muniz Pimenta (Rio de Janeiro, 8 de novembro de 1954 - São Paulo, 12 de agosto de 1987), foi um cantor e compositor de música popular brasileira cristã, além de instrumentista. Foi um importante compositor evangélico nas décadas de 70 e 80, sendo autor de mais de 300 composições.

## Vida
Nasceu em 1954, no Rio de Janeiro. Integrou o grupo Vencedores por Cristo e Grupo Semente (com os amigos Nelson Bomilcar, Gerson Ortega, Marcos Monaco) e tornou-se autor de músicas que tornaram verdadeiros clássicos na música cristã brasileira, como Cada Instante, Você pode ter, e Aquele que me ama. Compôs mais de 500 músicas, algumas das quais ainda inéditas.
Cursou a Academia Militar das Agulhas Negras (AMAN), onde se tornou capitão e virou nome de uma escola no bairro Jardim Virgínia na cidade de São Paulo.
Casou-se em 1982 com Sonia Dimitrov e tiveram dois filhos: Renato (1984) e Juliana (1986).
Faleceu em 12 de Agosto de 1987, aos 32 anos, no Hospital do Câncer de São Paulo.

## Discografia

### Discos onde participou como integrante do grupo
| Ano  | Grupo                           | Álbum                        | Série | Gravadora       |
| ---- | ------------------------------- | ---------------------------- | ----- | --------------- |
| 1977 | Vencedores por Cristo           | De Vento em Popa             |       | VPC Produções   |
| 1980 | Vencedores por Cristo           | Tanto Amor                   |       | VPC Produções   |
| 1983 | Grupo Semente                   | Plantando o Fruto da Semente |       | VPC Produções   |
| 1983 | Vencedores por Cristo           | Tudo ou Nada                 |       | VPC Produções   |
| 1986 | Grupo Semente                   | Criação                      |       | VPC Produções   |
| 1987 | Guilherme Kerr e Sérgio Pimenta | O Semeador                   |       | Gkerr Produções |

### Discos onde foram gravadas composições suas
| Ano  | Grupo                         | Álbum                      | Série                     | Gravadora                    | Observação                                                                       |
| ---- | ----------------------------- | -------------------------- | ------------------------- | ---------------------------- | -------------------------------------------------------------------------------- |
| 1987 | Vencedores por Cristo         | Viajar                     |                           | VPC Produções                |                                                                                  |
| 1988 | Vencedores por Cristo         | A Música de Sérgio Pimenta |                           | Germine/VPC Produções        |                                                                                  |
| 1996 | João Alexandre                | Voz e Violão               |                           | João Alexandre/VPC Produções | Você pode Ter                                                                    |
| 1997 | Vencedores por Cristo         | O Melhor de Sérgio Pimenta |                           | VPC Produções                |                                                                                  |
| 1999 | João Alexandre                | Acústico                   |                           | João Alexandre/VPC Produções | Acredite ou Não                                                                  |
| 2001 | Vencedores por Cristo         | Novidade                   |                           | VPC Produções                |                                                                                  |
| 2001 | Grupo Candêia                 | Sentimento                 |                           | Grupo Candêia/VPC Produções  |                                                                                  |
| 2002 | Baixo e Voz                   | Veleiro                    |                           |                              | Faixa "É Preciso" é uma composição de Caio Fábio D'Araújo Filho e Sérgio Pimenta |
| 2004 | Wanda Sá                      | Jesus Mania                | ALB 90 (ASIN: B00029CSN6) | Albatroz Discos              | 3 faixas com músicas de Sérgio Pimenta: Ame ao Senhor, Resposta Certa e Momentos |
| 2005 | Quico Fagundes/Renato Pimenta | Cada instante              |                           |                              |                                                                                  |
| 2005 | Som do Céu/MPC                | Pimenta do Reino           |                           |                              |                                                                                  |

## Songbooke biografia
Um songbook e biografia com fotos inéditas e depoimentos de pessoas que viveram com ele está sendo escrito pela W4 Editora.